# Союз немецкой молодёжи Казахстана

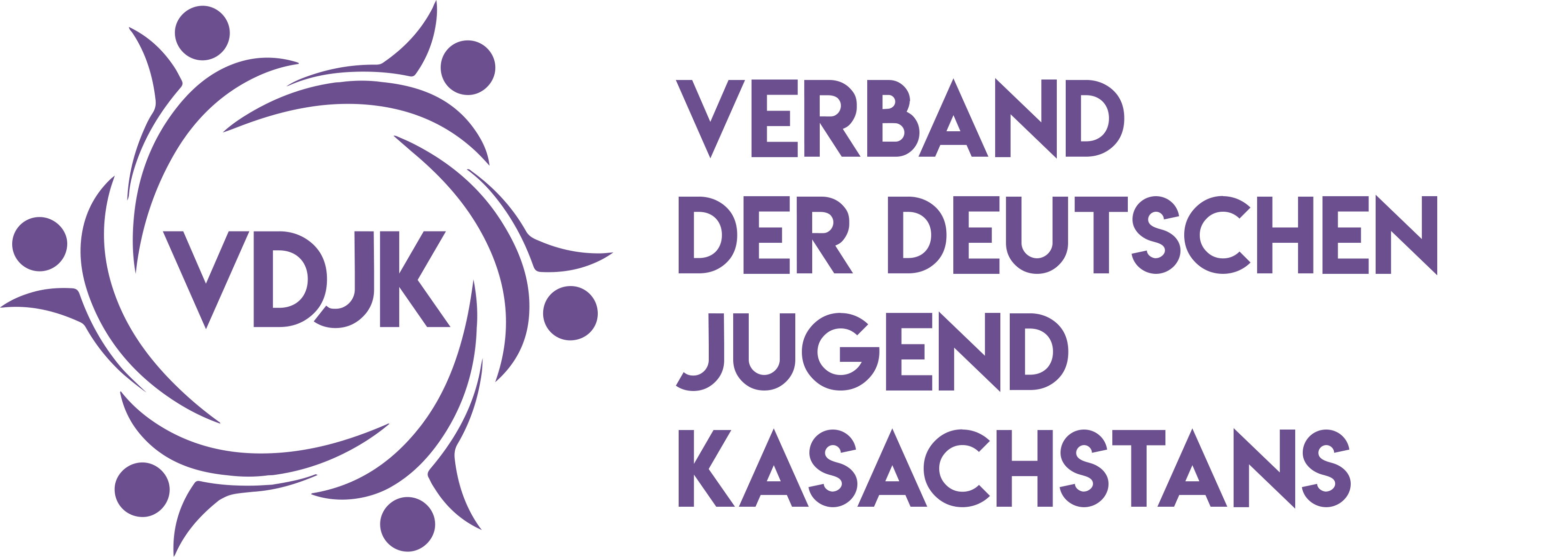

Союз немецкой молодёжи Казахстана (нем. Verband der Deutschen Jugend Kasachstans) — это общественная этнокультурная организация, объединяющая клубы немецкой молодежи, функционирующие на территории Казахстана. СНМК был создан 21 февраля 1996 года. Целью СНМК является поддержка немецкой молодежи Казахстана для ее самореализации в различных сферах жизни, развитие конкурентоспособности молодого человека с сохранением этнической идентичности.

## История
В 90-е годы значительная часть немецкого населения Казахстана эмигрировала в Германию. В том числе руководители и активисты немецких
общественных объединений. Им на смену пришли молодые кадры, что привлекло в общественное немецкое движение большее количество молодёжи. Так, 21 февраля 1996 года в Немецком доме города Алматы был создан Союз немецкой молодёжи Казахстана.
Первым делом был создан руководящий орган — Совет Союза немецкой молодёжи Казахстана, который состоял из представителей региональных молодёжных клубов. На данный момент в Казахстане функционируют 23 клуба немемцкой молодёжи в различных областях и районах. Главой Совета, а значит и всего СНМК являлся председатель, впрочем, как и сейчас.
За последующие 10 лет Совет СНМК вошёл в состав Ассамблеи народа Казахстана и в Совет по делам молодёжи при правительстве Республики Казахстан, были налажены связи с организацией Европейских школ в Биттерфельд-Вольфен.
В 2009 году одним из популярных направлений в молодёжной работе СНМК стал театр, а именно изучение немецкого языка через театральную
деятельность. На сегодняшний день в Казахстане функционируют 10 немецких театральных студий, имеющих в своём репертуаре более 100 спектаклей.
В 2021 году в городах Нур-Султан и Тараз были запущены футбольные школы с изучением немецкого языка.

## Председатели
- Ольга Видигер (Мартенс) (1996—1997)
- Ольга Штейн (1997—2000)
- Ирина Фукс (2000—2006)
- Надежда Бурлуцкая (2006—2011)
- Екатерина Салазгорская (2011—2013)
- Рубен Бахман (2013—2016)
- Артур Бартель (2016—2017)
- Лилия Штрауб (исполняющая обязанности 2017—2018)
- Мария Борисевич (2019—2021)
- Кристина Либрихт (с 2022 года)

## Реализуемые проекты
Проект КНМ
Целью проекта является объединение молодых немцев региона и представителей других национальностей интересующихся немецким языком и культурой для содействия формированию и углубления этнической немецкой идентичности, сохранения и развития немецкого языка и культуры через общие мероприятия и творческую деятельность, содействия всестороннему воспитанию молодежи и становлению у них активной жизненной позиции.
Молодежные лингвистические лагеря детские площадки
Проводятся региональные детские лингвистические площадки для детей в возрасте от 7 до 16 лет и молодежные лингвистические лагеря для подростков и молодежи в возрасте от 14 до 35 лет с этнокультурным компонентом. Основными составляющими программы лингвистических площадок и лагерей являются изучение немецкого языка в различных интерактивных формах и мероприятия, направленные на формирование немецкой идентичности, а также на личностное развитие участников. Все компоненты лагеря объединены общей тематикой (спорт, медиа, творчество и др.). Проект проводится с привлечением языковых ассистентов из Германии.
Республиканский театральный фестиваль
Проект призван поддержать интерес молодежи к театральной деятельности, к немецкой драматургии и произведениям на немецком языке, продемонстрировать имеющиеся постановки, а также обучить участников новому. В рамках фестиваля проводится конкурс постановок на немецком языке.
Воспитание социальной ответственности
Социальная ответственность — это ответственность молодежи перед людьми старшего возраста и перед представителями социально-уязвимых групп (инвалиды, сироты и др.), которая достигается путем организации и проведения кооперационных проектов (молодежная и социальная работа). Проект предполагает проведение семинаров и тренингов на социальные темы, работу с детскими домами и домами ветеранов, организацию благотворительных концертов, выезды в районы, помощь в бытовых вопросах (уборка в доме, помощь на садовом участке, и др.), организацию совместных мероприятий.
Футбольные школы с изучением немецкого языка
В рамках футбольной школы подростки в возрасте от 7 до 14 лет посещают тренировки, которые состоят из изучения немецкого языка и спортивных занятий с профессиональным тренером. Проект направлен на достижение результатов, как в изучении языка, так и в спорте, а также является вкладом в реализацию казахстанской государственной Программы по укреплению здоровья.
Совет СНМК
Совет СНМК — это совещательная и образовательная площадка для повышения квалификации молодежных лидеров, обмена опытом между ними, а также для совместной разработки республиканских и сетевых проектов и акций. В рамках Совета СНМК предусмотрены: площадки для дискуссий и презентации лучших проектов и методов молодежной работы, разработка стретегических документов и программ, интеграция в работу Союза новых лидеров КНМ и филиалов, встречи с представителями партнерских организаций (Ассамблея народа Казахстана, Гёте-институт и др.) для расширения молодежной работы через проекты партнеров, образовательные блоки по актуальным запросам молодежи (например, психология группы, фандрайзинг и др.).
Настольная игра «Калейдоскоп истории»
Набор из 7 настольных игр, направленных на изучение культуры этнических немцев Казахстана и России.